# Macropodium nivale
Macropodium nivale är en korsblommig växtart som först beskrevs av Pall., och fick sitt nu gällande namn av William Townsend Aiton. Macropodium nivale ingår i släktet Macropodium och familjen korsblommiga växter. Inga underarter finns listade i Catalogue of Life.